# 王繼昇
王继昇（925年—988年），北宋冀州阜城县（今河北省阜城县）人。
王继昇曾经在藩邸事奉赵光义。赵光义即位为宋太宗，王繼昇补供奉官，转任军器库副使。陈洪进以漳州、泉州降宋，王继昇为泉州兵马都监。游洋洞民万余人在林居裔领导下反宋，攻打泉州，王继昇暗中率精骑二百名，乘夜击破，擒其首领。召还，转任军器库使，领顺州刺史，知诸道陆路发运事，升为右神武军将军。端拱初年，改领本州团练使，六十四岁去世，赠洋州观察使。其子王昭远。